# Synapsis ritsemae
Synapsis ritsemae là một loài bọ cánh cứng trong họ Bọ hung (Scarabaeidae).